# Holocen-utdöendet

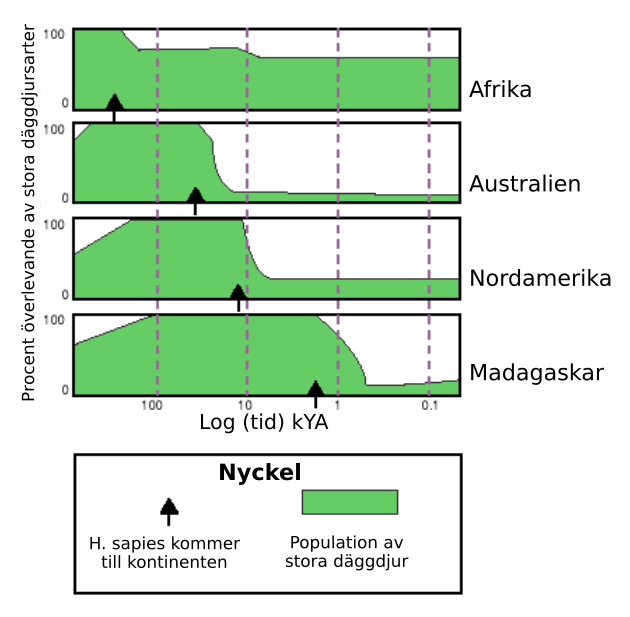
Andel megafauna relativt maximal förekomst på olika landmassor över tid med tiden för människans ankomst angiven. Tiden anges i tusentals år före nutid med logaritmisk axel men linjära mätetal.

Holocen-utdöendet är ett pågående massutdöende av arter under den nuvarande geologiska epoken Holocen, vars senaste del också inofficiellt benämns Antropocen, som ett resultat av mänsklig aktivitet.
Utdöendet omfattar arter från åtskilliga familjer av växter och djur, däribland däggdjur, fåglar, groddjur, kräldjur och leddjur. Med en utbredd förstörelse av livsmiljöer med hög biologisk mångfald som korallrev och regnskogar såväl som andra områden, misstänks den största delen av dessa utdöenden vara odokumenterade genom att arterna varit oupptäckta vid tiden för deras utdöende eller för att ingen ännu upptäckt att de är utdöda. Den nuvarande artutdöendetakten uppskattas vara 100 till 1000 gånger högre än utdöendetakten mellan massutdöenden innan mänsklig påverkan.
Den här artikeln är helt eller delvis baserad på material från engelskspråkiga Wikipedia.